# Pliocercus
Pliocercus — рід змій родини полозових (Colubridae). Представники цього роду мешкають в Мексиці, Центральній і Південній Америці.

## Види
Рід Pliocercus нараховує 2 види:
- Pliocercus elapoides Cope, 1860
- Pliocercus euryzonus Cope, 1862

## Етимологія
Наукова назва роду Pliocercus походить від сполучення слів дав.-гр. πλειων — більший і κερκος — хвіст.